# جنسن سی‌وی۸
جنسن سی‌وی۸ (Jensen CV۸) خودرویی است که در سال‌های ۱۹۶۲ تا ۱۹۶۶ توسط شرکت انگلیسی جنسن موتورز تولید شده‌است.
موتور آن ۵۹۱۶ سی‌سی سیستم جعبه‌دندهٔ آن ۳ دنده به دو صورت خودکار و دستی است.